# Pelham (Ontario)
Pelham (offiziell Town of Pelham) ist eine Stadt in der Regional Municipality of Niagara in der kanadischen Provinz Ontario auf der Niagara-Halbinsel und hat den Status einer Lower Tier (untergeordneten Gemeinde).

## Geographie
Das Gebiet von Pelham wird im Süden vom Welland River begrenzt. Die Städte St. Catharines und Niagara Falls befinden sich 15 Kilometer entfernt im Nordosten bzw. 25 Kilometer entfernt im Osten. Der Expressway 406 tangiert Pelham im Osten.
Im Nordosten der Gemeinde liegt einer der Provincial Parks in Ontario. Der Short Hills Provincial Park ist dabei Gemeindeübergreifend, nach Norden setzt er sich nach St. Catharines und nach Osten nach Thorold fort.

## Geschichte
Die Stadt Pelham wurde 1970 als Zusammenschluss der Gemeinden Fonthill, Ridgeville, Effingham, North Pelham und Fenwick gegründet. Der Ortsname geht auf die Familie Pelham zurück.
Die Landwirtschaft mit Obst- und Weinanbaugebieten sowie mittelgroße Industriebetriebe sind heute die dominierenden Wirtschaftszweige. Zusätzlich entwickelt sich Pelham mit der Ausrichtung diverser Festivals zu einer touristisch interessanten Stadt. Eine Attraktion ist dabei der nach den ursprünglichen Eigentümern, der Familie Comfort benannte Comfort Maple Tree, ein ca. 25 Meter hoher Zucker-Ahorn-Baum (Acer saccharum), dessen Alter im Jahr 2016 auf 441 bis 541 Jahre geschätzt wurde und der damit als der älteste Zucker-Ahorn-Baum Kanadas gilt.

## Demografie
Der Zensus im Jahr 2016 ergab für die Siedlung eine Bevölkerungszahl von 17.110 Einwohnern, nachdem der Zensus im Jahr 2011 für die Gemeinde eine Bevölkerungszahl von 16.598 Einwohnern ergeben hatte. Die Bevölkerung hat damit im Vergleich zum letzten Zensus im Jahr 2011 leicht schwächer als der Trend in der Provinz um 3,1 % zugenommen, während der Provinzdurchschnitt bei einer Bevölkerungszunahme von 4,6 % lag. Bereits im Zensuszeitraum von 2006 bis 2011 hatte die Einwohnerzahl in der Gemeinde schwächer als der Provinzdurchschnitt um 2,7 % zugenommen, während die Gesamtbevölkerung in der Provinz um 5,7 % zunahm.

## Verkehr
Die Gemeinde wird vom King’s Highway 20 durchquert. Ebenfalls verläuft eine Eisenbahnstrecke der Canadian Pacific Railway für den Frachtverkehr durch das Gemeindegebiet.

## Söhne und Töchter der Stadt
- Mike Accursi, Lacrosse-Spieler